# Лопьяльское сельское поселение
Лопьяльское сельское поселение — муниципальное образование в составе Уржумского района Кировской области России.
Центр — село Лопьял.

## История
Лопьяльское сельское поселение образовано 1 января 2006 года согласно Закону Кировской области от 07.12.2004 № 284-ЗО.

## Население
| 2010  | 2011  | 2012  | 2013  | 2014  | 2015  | 2016  |
| ----- | ----- | ----- | ----- | ----- | ----- | ----- |
| 1364  | →1364 | ↘1315 | ↘1272 | ↘1223 | ↘1187 | ↘1165 |
| 2017  | 2018  | 2019  | 2020  | 2021  |       |       |
| ↘1109 | ↘1055 | ↘1008 | ↘940  | ↘802  |       |       |

## Состав
| №  | Населённый пункт | Тип населённого пункта       | Население |
| -- | ---------------- | ---------------------------- | --------- |
| 1  | Лопьял           | село, административный центр | 419       |
| 2  | Ашлань           | село                         | 203       |
| 3  | Верхняя Вичмарь  | деревня                      | 26        |
| 4  | Витля            | деревня                      | 133       |
| 5  | Дубровка         | деревня                      | 1         |
| 6  | Елькеево         | деревня                      | 6         |
| 7  | Нижний Унур      | деревня                      | 184       |
| 8  | Нижняя Вичмарь   | деревня                      | 68        |
| 9  | Нуса             | деревня                      | 153       |
| 10 | Пиля             | деревня                      | 1         |
| 11 | Селенур          | деревня                      | 50        |
| 12 | Тимошкино        | деревня                      | 0         |
| 13 | Токари           | деревня                      | 11        |
| 14 | Толгозино        | деревня                      | 109       |
| 15 | Шульгино         | деревня                      | 0         |